# Abbattuta
Nelle barche a vela, l'abbattuta, o virata in poppa, anche detta strambata se effettuata in maniera involontaria e incontrollata, è la manovra che permette di cambiare le mure dell'imbarcazione a vela, passando con la poppa attraverso il settore del fil di ruota.

## Esecuzione
Si esegue da lasco a lasco  (andature): si poggia gradualmente, appena la vela di prua si "sgonfia" perché coperta dalla randa, si dà l'ordine di passarla sulle nuove mura, si cazza la randa al centro, si poggia un pelo fino a quando la balumina comincia a passare sulle nuove mura, si poggia per rallentare il passaggio brusco della randa e si orza lentamente per portarsi sulla nuova andatura di lasco.
Con vento da fresco a forte è essenziale restare perfettamente in andatura di poppa per tutta la manovra in modo da scongiurare la straorzata.
In manovra navale, il movimento rotatorio di una nave rispetto al proprio asse verticale va eseguito specialmente, o meglio ancora, unicamente quando la velocità della nave è prossima a zero. L'abbattuta può essere prodotta dal vento, dal moto ondoso, dal tiro o dalla spinta dei rimorchiatori, dall'effetto dell'ancoraggio, dall'azione delle eliche della nave e da una molteplicità di fattori fisici che agiscono sulla nave producendo rotazione intorno all'asse verticale non attivando il vettore velocità.